# أحمد الفخراني
أحمد الفخراني (مواليد 3 أغسطس 1981) هو كاتب وروائي وصحفي مصري، عمل في عدد من الصحف منذ عام 2007 منها البديل، أخبار الأدب، الشروق، والمصري اليوم. صدرت له العديد من المؤلفات الأدبية في الرواية والقصة والشعر، من أبرزها رواية «بياصة الشوام» التي حصل بها على جائزة ساويرس للثقافة عام 2020.

## النشأة
وُلد أحمد محمد أحمد الفخراني في 3 أغسطس 1981 في مدينة الإسكندرية، بعد أن أنهى دراسته الثانوية التحق بكلية الصيدلة بجامعة الإسكندرية والتي تخرج منها سنة 2006.

## مسيرته الأدبية
بدأ أحمد الفخراني مسيرته الأدبية بالتوازي مع عمله في الصحافة الثقافية منذ عام 2007، حيث ساهم في تشكيل مشهد الكتابة الأدبية والرقمية في مصر من خلال مقالاته وتحقيقاته في عدد من أبرز الصحف والمواقع الثقافية مثل «البديل»، «أخبار الأدب»، «الشروق»، و«المصري اليوم». أصدر أول أعماله الأدبية عام 2007 بديوان شعري بعنوان ديكورات بسيطة، وتوالت بعدها إصداراته التي تنوّعت بين القصة القصيرة والرواية، مثل مملكة من عصير التفاح (2011)، وماندورلا (2013) التي نال عنها جائزة ساويرس الثقافية (المركز الثاني)، ثم بياصة الشوام (2019) التي تُرجمت إلى الإنجليزية وفازت بجائزة ساويرس (المركز الأول). وتُعد روايته بار ليالينا (2022) من أبرز محطاته، إذ بلغت القائمة الطويلة للجائزة العالمية للرواية العربية “البوكر” عام 2023. كما أصدر في 2024 مجموعته القصصية «كل ما يجب أن تعرفه عن ش».
تميزت أعمال الفخراني بتجريبها السردي، واشتباكها مع التحولات الاجتماعية والسياسية، فضلًا عن لغته الخاصة التي تمزج بين الرؤية الشعرية والبناء الواقعي. وبالإضافة إلى إسهاماته الأدبية، لعب دورًا بارزًا في تطوير الصحافة الرقمية، حيث أسس المنصة المستقلة «قُل»، ويعمل حاليًّا في إدارة برامج الديجيتال بمنصة «العربي تيوب»، كما شارك في كتابة حلقات من برنامجي «الدحيح» و«في الحضارة».

## أعماله
| الإصدار                     | التاريخ | ملاحظات       |
| --------------------------- | ------- | ------------- |
| في كل قلب حكاية             | 2009    | [ 4 ]         |
| مملكة عصير التفاح           | 2011    | مجموعة قصصية  |
| ماندورلا                    | 2013    | رواية         |
| سيرة سيد الباشا             | 2016    | رواية         |
| ديكورات بسيطة               | 2017    | شعر عامي      |
| عائلة جادو                  | 2017    | رواية         |
| بياصة الشوام                | 2019    | رواية         |
| إخضاع الكلب                 | 2021    | رواية         |
| بار ليالينا                 | 2022    | رواية         |
| المشاء العظيم               | 2023    | رواية         |
| عندما اختفى الضحك من العالم | 2024    | رواية         |
| كل ما يجب أن تعرفه عن ش     | 2024    | مجموعة قصصصية |

## الجوائز
حصل على جائزة ساويرس للثقافة فرع شباب الأدباء عام 2020م.

## وصلات خارجية
- أحمد الفخراني على موقع جود ريدز